# Roy Sawyer
Roy Sawyer (* 29. März 1940 in Barnsley; † 21. Dezember 2021 ebenda) war ein englischer Fußballspieler.

## Karriere
Sawyer spielte bei Worsborough Bridge Athletic in der lokalen Barnsley Association League, in den Jahren 1957 und 1958 trat er auch im Cricket für den Klub in Erscheinung. Ende 1957 gehörte er neben Dave Barner und Frank Beaumont als einer von drei Spielern des FC Barnsley zu einer Auswahl der Sheffield and Hallamshire County Football Association im Rahmen des FA County Youth Cups. Im März 1958 mit einem Profivertrag ausgestattet, spielte er die folgenden Jahre regelmäßig für die Reservemannschaft in der Central League.
Zu seinem Pflichtspieldebüt für die erste Mannschaft in der Football League Third Division kam Sawyer am 4. Februar 1961 gegen Bournemouth & Boscombe Athletic. Als Mittelläufer anstelle des Mannschaftskapitäns Duncan Sharp aufgeboten, übernahm er nach 14 gespielten Minuten nach einer Verletzung des Torhüters Don Leeson dessen Platz zwischen den Pfosten. Obwohl das Team den Großteil der Partie in Unterzahl spielen musste, gelang ein 2:1-Auswärtserfolg. Der Sunday Mirror titulierte ihn im Spielbericht als einen von „Barnsleys Helden“. Zu seinem zweiten und letzten Pflichtspielauftritt kam er im September 1961 erneut als Vertreter Sharps bei einer 2:3-Niederlage gegen den FC Portsmouth. 
Im Sommer 1963 wurde sein Vertrag bei Barnsley nicht mehr verlängert und ihm ein ablösefreier Wechsel gestattet, wegen anhaltender Verletzungsprobleme beendete er zugleich seine Laufbahn. Sawyer blieb dem Verein auch in der Folge verbunden und war als Dauerkarteninhaber regelmäßig bei Spielen im Oakwell Stadium zu Gast.